# クルラッシーナ・ベル
クルラッシーナ・ベル（Kullassina-bel）は、古代メソポタミア、キシュ第1王朝の王。

## 略歴
クルラッシーナ・ベルはシュメール王名表によると、キシュ第1王朝の2代目の王であり960年（幾つかの写本では900年）統治したとされる。
クルラッシーナ・ベルという名は「全ての者が（主であった）」という意味のアッカド語のようであるため、王名表にこの名が出てくるのは、キシュの初期の頃は中央権力者がいなかった時代であることを意味しているのではないかと示唆されることがある。
王名表のクルラッシーナ・ベルからエタナの前までの王は、全てズカキップ（サソリ）など動物の名前を意味する。